# Saint-Cirq, Tarn-et-Garonne
Saint-Cirq är en kommun i departementet Tarn-et-Garonne i regionen Occitanien i södra Frankrike. Kommunen ligger i kantonen Caussade som tillhör arrondissementet Montauban. År 2022 hade Saint-Cirq 569 invånare.

## Befolkningsutveckling
Antalet invånare i kommunen Saint-Cirq
| Referens: INSEE |